# Primera Batalla de Arquijas
La Primera Batalla de Arquijas tuvo lugar el 15 de diciembre de 1834 durante la Primera Guerra Carlista en España, (1833-1840), al enfrentarse las tropas carlistas de Tomás de Zumalacárregui a las isabelinas de Luis Fernández de Córdoba en el valle del río Ega en Navarra. El resultado de la batalla fue indeciso.

## Antecedentes
Tras la batalla de Mendaza del 12 de diciembre de 1834, las tropas carlistas se habían visto obligadas a retirarse del valle de La Berrueza, acuartelándose, a unos 25 kilómetros al norte, en las localidades de Santa Cruz de Campezo, Orbiso y Zúñiga, a ambos lados del río Ega. Este río, tras salir de los desfiladeros de Marañón, transcurre por una planicie en la que se encuentran las tres localidades citadas, antes de entrar en el desfiladero de Arquijas.
Las tropas isabelinas habían vuelto tras su victoria en Mendaza a acantonarse en Los Arcos.

## Estrategia de Zumalacárregui

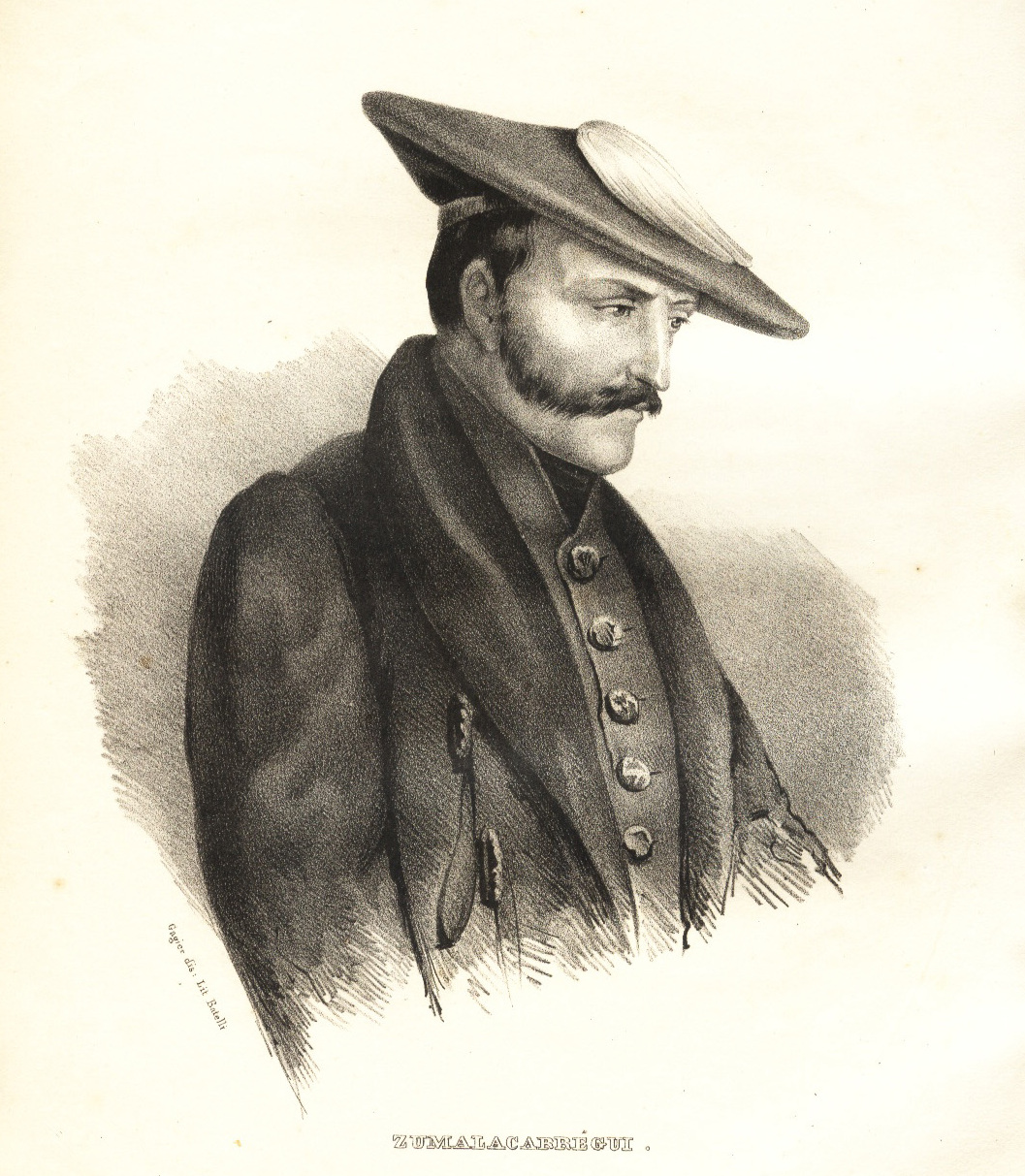
Tomás de Zumalacárregui

Zumalacárregui comprobó en la batalla de Mendaza que su ejército no estaba preparado para sostener una batalla en campo abierto, por lo que decidió volverlo a emplear únicamente, aprovechando la orografía de esta parte de Navarra, para apostar sus tropas en las laderas boscosas y cargadas de rocas y atacar los flancos del enemigo cuando atravesaba los estrechos valles. Si Córdoba venía al Ega, le disputaría el paso en Arquijas, infligiéndole allí grandes daños, dada la naturaleza de este lugar. Si el enemigo conseguía imponerse en el paso, Zumalacárregui abandonaría inmediatamente la llanura y se dirigiría por el valle de Arana hacia las Améscoas. El valle de Arana es un enorme bosque y allí, si Córdoba se empeñaba en perseguirle, lo volvería a castigar con un mínimo riesgo con su táctica guerrillera, disparándole, protegido por los árboles y la maleza. El jefe cristino, sin cosechar éxito alguno, se vería obligado, por falta de subsistencias y lo crudo de la estación, a replegarse, situando durante semanas sus tropas en las guarniciones isabelinas existentes en la línea Pamplona-Logroño. Así se presentaría para Zumalacárregui la ocasión de poder mandar durante unas semanas a un importante contingente de su tropa, dada las cortas distancias que existían entre las Améscoas y los domicilios de sus soldados, a pasar las fiestas de Navidad en sus casas. «Mudarse de camisa» llamaba a estos breves permisos que concedía a sus soldados para regresar unos días con sus familias. Allí, en sus hogares, darían una gran alegría a sus familias al ser vistos sanos y salvos, serían bien alimentados, descansarían y, tan pronto como los necesitase otra vez, en pocas horas estarían de nuevo en las Amescoas. También, mientras estaban en sus casas, se ahorraba de pagarles el real diario que tenían como soldada y tampoco tenía que alimentarlos, disminuyendo notablemente las peticiones de alimentos a las pocas y pobres localidades que estaban bajo su dominio.

## Estrategia de Córdoba

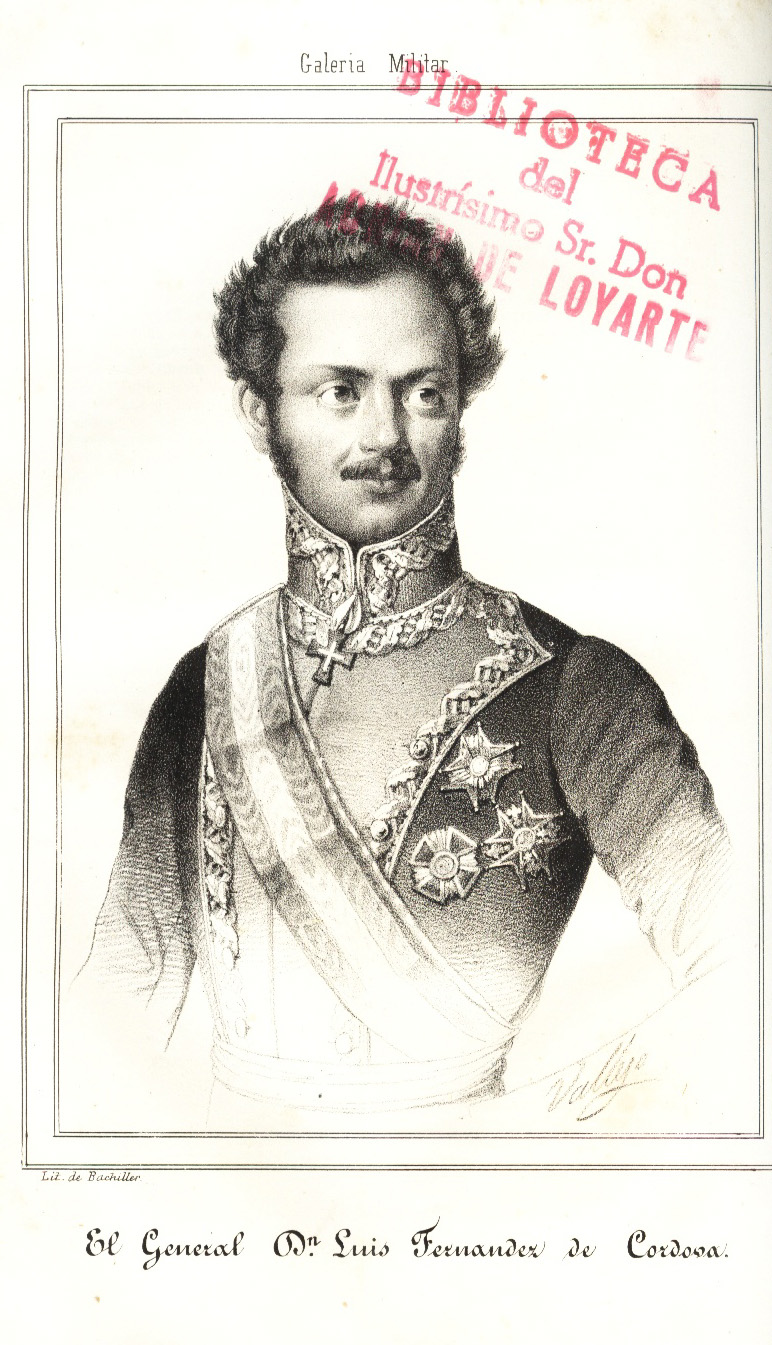
Luis Fernández de Córdoba

Informado Córdoba por sus exploradores que Zumalacárregui se encontraba en la planicie de Santa Cruz de Campezo, Orbiso y Zúñiga, supuso que el jefe carlista le esperaba allí para enfrentarse a él en una nueva batalla. Por lo que proyectó un ambicioso movimiento de tropas: su izquierda, al mando de Manuel Gurrea saldría de Viana en dirección norte, remontaría la sierra de Codés por el puerto de Aguilar, bajando a Santa Cruz de Campezo, quedando frente a la derecha de la formación carlista. El resto del ejército marcharía desde Los Arcos hacia el norte, por el valle de La Berrueza y llegando a Acedo, se dividiría, continuando Córdoba hacia el oeste con el grueso por la orilla derecha del río Ega, lo atravesaría por el puente de Arquijas, presentándose en la planicie donde suponía que le esperaba el enemigo. Su derecha, una columna al mando de Marcelino Oráa, seguiría desde Acedo hacia el norte, pasaría el río Ega por el puente que existe para entrar al valle de Lana, penetraría en este valle, doblaría después hacia el oeste, pasaría al valle de Barabia y, saliendo de él, se encontraría en Zúñiga, en la espalda del enemigo. Estos movimientos darían como resultado que el ejército isabelino convergería en la llanura sobre el carlista, encerrándolo en una bolsa.

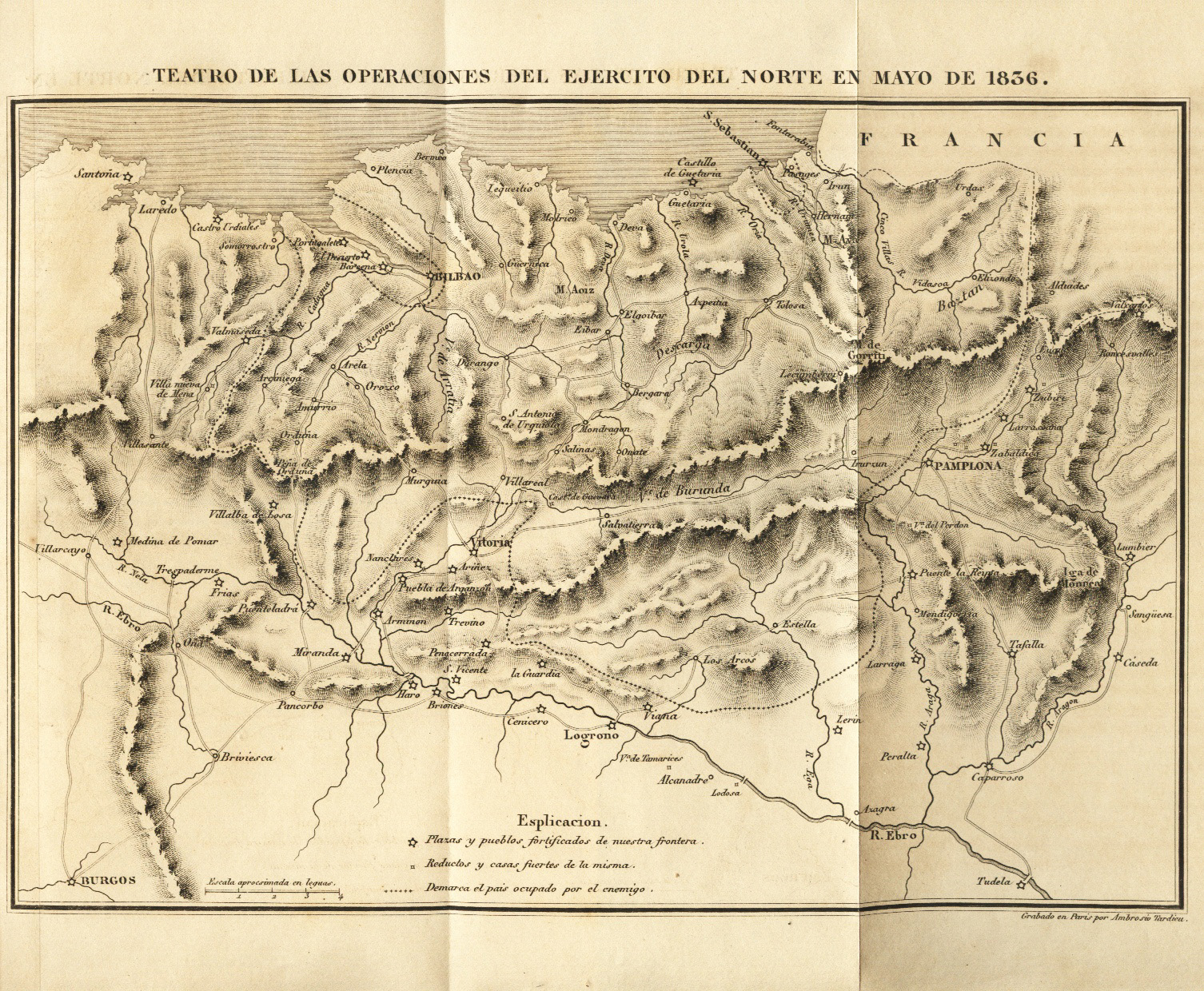
Mapa del País Vasco-Navarro que poseía Córdoba.

El plan de Córdoba era ilusorio. Era diciembre y los días son muy cortos. Para llegar a enfrentarse con Zumalacárregui, cada una de sus columnas tenían que recorrer una distancia de unos 25 kilómetros. Tras someterlas a una marcha tan larga, por pésimos caminos en los que a trechos tenían que marchar en fila de a uno, y obligarles seguidamente a librar una batalla, era extremadamente arriesgado. Desconocía el paisaje por el que había de marchar Oráa ya que poseía un mapa del territorio muy deficiente. Pero su defecto principal era que, como hombre que apenas descendía del caballo, suponía que la infantería era capaz de realizar sus movimientos con el mismo esfuerzo del de la tropa montada. Este defecto ya se había puesto de manifiesto mientras mandaba una de las divisiones de Rodil en el territorio vasco navarro durante el pasado verano y se volvería a producir cuando ordenó los movimientos tan excesivamente amplios para entablar la batalla de Mendigorría, y nuevamente el 23 de julio de 1835, cuando bajo un sol abrasador obligó a marchar a su ejército de Larraga a Lerín, sin necesidad alguna, provocando la muerte por deshidratación a un gran número de sus soldados de infantería.

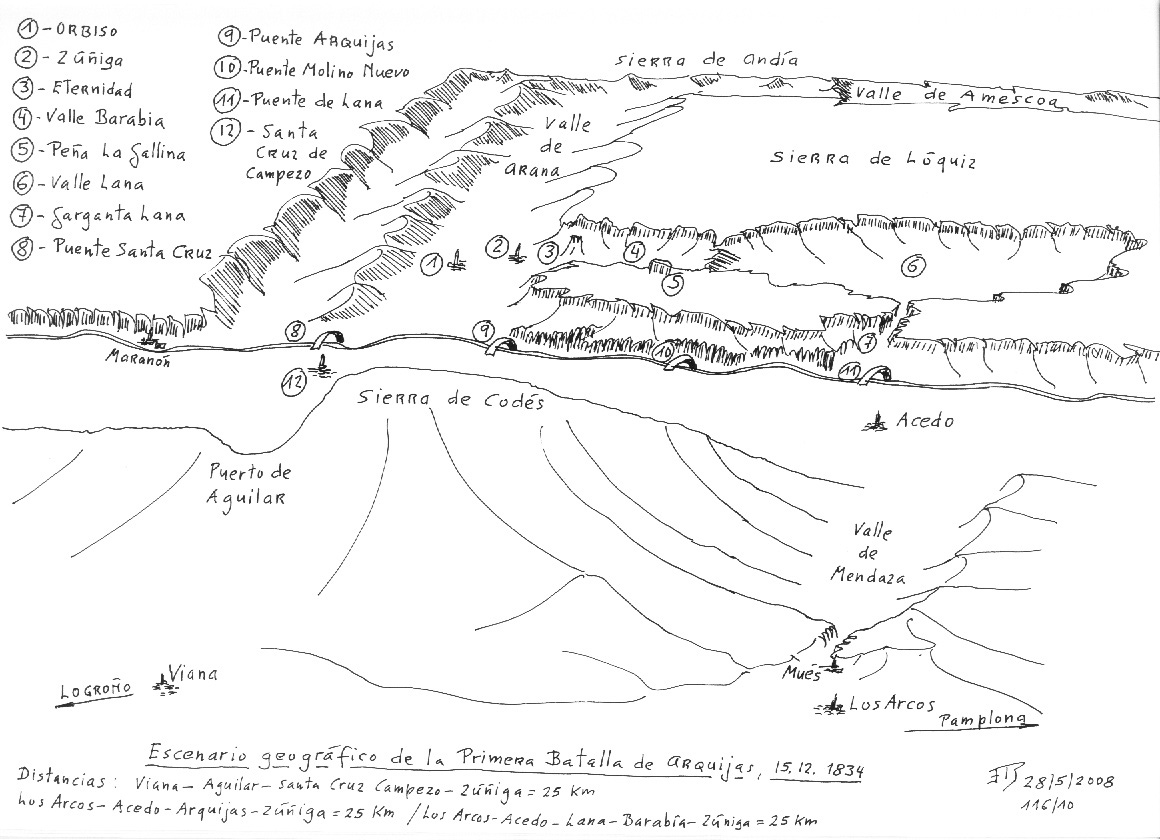
Escenario geográfico de la Primera Batalla de Arquijas, 15.12.1834.

## Marcha de Córdova de Los Arcos a Acedo
Amanece el día 15, es claro y frío, aún no ha nevado y la tierra se encuentra seca, facilitando el paso. Pero la columna retrasa su salida más de dos horas, lo que confirma que Córdova ignora las distancias que le separan de la llanura en la que le está esperando Zumalacárregui. Marchando hacia Acedo, a ambos lados del camino se extienden tierras de labor, los cerros boscosos quedan, con excepción de la garganta de Mues, lo suficientemente lejanos para no estar al alcance de tiro de fusil de los carlistas que pueden estar en ellos emboscados. Pero las compañías de cazadores de los batallones isabelinos van adelantadas, flanqueando, y no encuentran enemigo alguno. La columna atraviesa el valle de La Berrueza y desciende hacia el valle del Ega, llegando a Acedo. Lleva recorridos 13 kilómetros.

## Marcha de la columna de Oráa al valle de Barabia
Córdova despide en Acedo a la columna de Oráa, con un poético«...por punto de reunión, el campo del enemigo, y por el de retirada la Eternidad.»". Oráa, que se quejará más tarde por la escasa fuerza que se ha puesto a sus órdenes ya que se compone sólo de 6 batallones, 50 hombres de caballería y dos baterías de montaña, sigue hacia el norte, camino del valle de Lana. Las tierras a ambos lados del camino no son ya siempre de labor sino que a veces se acercan al camino pequeños cerros cubiertos con la espesa vegetación característica de esta zona de Navarra, compuesta por robles y encinas carrascas con su denso, rico y variado sotobosque de enebros, bojes, acebos y madroños. Aún hoy, el caminante que penetra en estos bosques apartándose de las sendas, encuentra muy dificultoso abrirse paso en ellos.
La columna llega al río Ega, cruza el puente y entra en la garganta rocosa, breve, sinuosa, tras la que se abre el valle de Lana. Un batallón carlista apostado en estas rocas habría conseguido bloquear el paso de Oráa al valle durante horas. Pero el camino está libre y una vez franqueado, se abre el asombroso paisaje del valle de Lana: es como un cráter oblongo de 6 kilómetros de extensión este-oeste y dos de norte-sur incrustado en la sierra de Lóquiz. Las crestas son rocosas y las laderas, cubiertas con la frondosa vegetación antes descrita, caen con gran pendiente al valle. Lo apartado del valle, la dificultad de llegar a él, hizo que Zumalacárregui utilizase las cinco pequeñas aldeas que se asientan allí como hospital de sus heridos, aunque se carecía de los más indispensables medios para atenderlos. Los soldados carlistas llamaban a ese lugar "valle de lágrimas". 
Aquel día las casas estaban repletas de heridos de la batalla de Mendaza y tan pronto 
como los aduaneros vieron que la columna de Oráa se dirigía al valle, mandaron aviso y los habitantes tomaron a los heridos y «...fueron todos llevados a las montañas para mayor seguridad.». Entre los heridos se encontraba Alexis Sabatier y que, una vez puesto a salvo en Lana, consiguió que su asistente lo trasladase a Francia, donde se repuso de sus heridas mientras escribía su obra referenciada.
La vista engaña desde el fondo del valle, todo hace pensar que la única salida de él se encuentra en la garganta que da al río Ega pero la ladera de la pared oeste va perdiendo altura casi imperceptiblemente, dejando paso al valle de Barabia. Subiendo desde Lana y asomándose a Barabia, se vuelve a repetir el paisaje de Lana aunque el valle que se presenta sólo tiene de este-oeste una extensión de 700 metros y 300 de norte-sur. Pero esto hace, al verse las crestas rocosas tan cercanas y altas, sentir al que se encuentra dentro de él aún más singular y angustioso el paisaje. Y nuevamente la vista hace creer que no existe otra salida que volviendo a Lana pero al oeste dos brechas, entre las que sólo queda un cónico cerro rocoso, parten la montaña, dejando dos estrechos caminos para salir del valle y pasar a la llanura de Zúñiga.

## Marcha de la columna de Gurrea
Gurrea ha llevado a Logroño los heridos en la batalla de Mendaza. Cuando vuelve el día 14, recibe orden de Córdova de acuartelarse en Viana y marchar al día siguiente a Santa Cruz de Campezo. Sale con su columna de Viana el día 15 hacia el norte por un camino con fuerte pendiente que desde los 480 metros de altitud les lleva a los 900 metros de altitud del puerto de Aguilar, a 15 kilómetros de distancia. Durante todo el camino los bosques de robles, encinas y matorrales se acercan peligrosamente al camino, dando un gran trabajo a los cazadores isabelinos para explorarlos y limpiarlos de carlistas que pueden encontrarse emboscados, ralentizando por ello la marcha. Pero no hay enemigo en el bosque. Una vez alcanzado el puerto, cayendo ya la tarde, se extiende bajo ellos de oeste a este el valle del Ega. Mirando hacia el noreste ven, a 15 kilómetros a vuelo de pájaro, la polvareda que levanta la columna de Oráa que comienza a pasar del valle de Lana al de Barabia. Y desde otros 15 kilómetros al este llega el estruendo de la artillería de Córdova que trata de abrirse paso en Arquijas.
La bajada al valle del Ega es aún más pendiente y la vegetación de la ladera, al estar orientada al norte, dirección de donde provienen principalmente las lluvias, es aún más densa. Las precauciones que toman van en aumento pero siguen sin encontrar enemigo alguno. Ignoran, cuando atraviesan el pequeño lugar de Genevilla, que allí tiene su taller el herrero que forja las puntas de acero de las lanzas de la caballería de Zumalacárregui.
Ha anochecido cuando entran sin lucha en Santa Cruz de Campezo. Ante ellos, al norte, se extiende silenciosa y negra la gran llanura en la que estaba previsto que se había de celebrar la batalla. Los exploradores que parten hacia ella, vuelven y comunican que no encuentran rastro alguno ni de amigos ni de enemigos. Pero al noreste, los isabelinos ven rasgar la negrura los últimos fogonazos producidos por los soldados de Oráa que están consiguiendo salir de Barabia a la llanura mientras que al este, por donde cae Arquijas, el resplandor de las enormes hogueras encendidas por Córdova para incinerar a sus muertos ilumina el cielo.
Gurrea quiere salir de la incertidumbre y penetra con su tropa en la llanura, consigue llegar a Zúñiga, donde se encuentra con Oráa. 

## El combate en Barabia
Entrando desde Lana en Barabia, en las montañas que se levantan a la izquierda o sur, destaca en su cresta una gran roca de singular estructura y belleza. Es la peña La Gallina. Restos de viejas construcciones allí existentes confirman que este lugar ya tuvo en la antigüedad importancia estratégica. Oráa ordena inmediatamente que un batallón se encarame allí arriba, lo que hace, arrojando de él a los carlistas que ya lo habían ocupado. Pero pronto ve que tanto en las crestas del norte como en las restantes del sur van a apareciendo carlistas y se atrincheran allí. Y por el oeste, por la parte que da a Zúñiga, empiezan a entrar varios batallones carlistas con intención de impedirle la salida del valle. Oráa no comprende cómo es posible que la fuerza carlista que se le enfrenta sea tan importante ya que ignora que Córdova ha iniciado la retirada en Arquijas, con lo que Zumalacárregui puede dedicar el grueso de su fuerza a aniquilar a Oráa en Barabia.
Desde lo alto de las crestas comienzan a recibir los isabelinos nutridas descargas que les obligan a desparramarse por el valle, deshaciendo el orden de marcha, al tratar de ponerse fuera del alcance de las balas carlistas. Y por un malentendido, el batallón emplazado en la peña La Gallina abandona su posición y baja al valle para unirse al grueso de la tropa, lo que tiene como consecuencia que los carlistas que han sobrevivido a la carga cuando les arrebataron la posición y se encontraban refugiados en el bosque, vuelven a ocupar la peña, iniciando de nuevo desde allí arriba un mortífero fuego sobre las tropas enemigas situadas en el valle. «Me hallaba con seis batallones sin municiones, metido en un hoyo, coronadas las alturas de enemigos, cuyos fuegos se cruzaban, y perdida la esperanza de un pronto socorro, a aquella hora a las seis de la noche...» dice Oráa y piensa que quedarse en el valle, esperando la luz del día para saber donde se encuentra el enemigo y poder realizar una ofensiva sobre él, le parece que esto «...no era asequible por lo crudo de la estación, porque los enemigos se hallaban encima, y por ser humanos con los heridos»". y decide salir a la desesperada de aquel infierno. Consigue que su desperdigada tropa se vuelva a formar y se lanza hacia el oeste, hacia las salidas del valle que ofrecen allí las dos brechas abiertas en la montaña. Pero el cónico cerro que se levanta entre las dos brechas está cuajado de carlistas. Tiene una altura de unos 15 metros y no más de 30 de diámetro, está formado por roca y maleza y se precisa usar manos y pies para trepar por él. Desde allí, los carlistas solo tienen que disparar hacia abajo, sin hacer puntería, puesto que sus balas siempre encuentran el blanco en alguno de los cuerpos de la masa de soldados isabelinos que se apretujan para salir del fatídico valle para ganar la llanura. A Oráa, cuando ve la muerte que desde el cerro siembran los carlistas entre su gente, se le materializa la "Eternidad" que le mencionaba Córdova en Acedo. Sus cazadores dejan sus fusiles en tierra y con la bayoneta entre los dientes trepan por el cerro, consiguiendo desalojar a los carlistas, dejando libre el camino. Los isabelinos pueden ahora recoger a sus heridos y salir a la llanura y muy poco después pasan, caminando hacia el sur, junto a la ermita de la Santa Cruz donde ha tenido Zumalacárregui su puesto de mando. Y llegan a Zúñiga, encontrándose con la cena preparada para los carlistas y abandonada por éstos ante las órdenes de su jefe de realizar inmediata retirada hacia el norte por el valle de Arana. Poco después se les une, viniendo desde Santa Cruz de Campezo, la columna de Gurrea.

## La columna de Rivero
De la tropa de Córdova, una vez llegada a Arquijas, había de segregarse una columna de 5 batallones al mando del coronel Rivero que continuaría marchando hacia el oeste para cruzar el río «...por el vado que está cercano al molino de Zúñiga.» Al oeste de Arquijas las rocas de la sierra de Codés encajonan el río en un cauce de no más de 12 metros de anchura, haciendo correr el agua profunda y a gran velocidad. El camino por esta orilla no es más que una mínima senda, considerada hoy por los pescadores de truchas como uno de los tramos más peligrosos del río. Dado que ninguno de los testigos que escribieron sobre la batalla vuelve a mencionar a la columna de Rivero, es de suponer que ésta, al ver que el avance previsto para ella era completamente imposible de realizar, se quedó en Arquijas, engrosando las tropas que intentaron cruzar por aquí el río.

## El combate en Arquijas
El grueso de la tropa de Córdova toma en Acedo el camino hacia el oeste para recorrer los 6 kilómetros que le separan de Arquijas. El río va muy encajonado entre la ladera norte de la sierra de Codés y la ladera sur de un estribo de la sierra de Lóquiz, tras el que se hallan los valles de Lana y Barabia. Ambas laderas siguen siendo muy boscosas y cuando el suelo se empobrece, las rocas sustituyen al sotobosque. El río corre rápido y no tiene más de 30 metros de anchura. A mitad de camino lo cruza un puente que lleva al Molino Nuevo que se encuentra en la orilla norte. Apostado en el puente, Córdova deja 2 batallones para que, si la batalla le es adversa, Zumalacárregui no pueda, viniendo de Zúñiga, traspasarlo y cortarle la retirada a Los Arcos. Con Córdova marcha su hermano Fernando Fernández de Córdova que recuerda muy bien el paisaje: «Corre el Ega por un curso estrecho y de profundo fondo: sus dos orillas, cubiertas de espesos bosques...». También Zaratiegui habla del paisaje: «El caudal de agua del Ega por aquel paraje, no ofrece, a la verdad, una gran ventaja para disputar el paso respecto a que por cualquiera parte puede esguazarse con facilidad; pero su curso por entre rocas y la aspereza de sus orillas presentan allí una defensa regular. El paso que no ofrece obstáculo es aquel en que está situado el puente llamado de Arquijas; pero aun éste se halla dominado por excelentes posiciones pobladas de árboles.»
Cuando los isabelinos llegan a Arquijas, encuentran una pequeña explanada de unos 50 x 50 metros y lo primero que ven allí es el Humilladero de Arquijas, diminuta construcción de deliciosa factura. Un poco más adelante está el puente sobre el río que apenas tiene aquí 20 metros de anchura. El puente es de madera y está soportado en machones de piedra situados en cada una de las dos orillas. Subiendo por la ladera desde la planicie, a unos 100 metros, se encuentra la ermita de Nuestra Señora de Arquijas. Es un conjunto de edificios compuesto por la ermita, la vivienda del ermitaño y los corrales en los que este encierra sus rebaños. A este lugar hace subir Córdova su artillería, eligiéndolo como su puesto de mando. Desde aquí divisa con su catalejo al norte, a tres kilómetros de distancia, la ermita de Santa María de Zúñiga, descubriendo en ella el puesto de mando de Zumalacárregui, con lo que ambos jefes pueden contemplarse mutuamente desde sus respectivos puestos. También Henningsen participa en el combate y dedica unas palabras al paisaje: «...montañas cubiertas con densa vegetación de arbustos y laurel y otras plantas, cuyas raíces entrelazadas y ramas que se meten entre las rocas, independientemente de su pendiente...el mayor obstáculo, sin embargo, es el río Ega, que corre veloz, entre ambas escarpadas orillas. Aunque de poca profundidad y anchura, en muchos sitios hay pozos profundos, y el agua corre, además, con tanta fuerza, que es muy difícil de cruzar...si se defiende bien, el río es aquí imposible de pasar».. El inglés ha cabalgado temprano con su escuadrón de lanceros hasta Mendaza para observar los movimientos de los isabelinos y viene retrocediendo ante ellos. Cuando llega al puente, encuentra en la orilla izquierda, atrincherados en la maleza, dos batallones carlistas. El resto de las tropas de Zumalacárregui esperan entre Orbiso y Zúñiga. Las tropas isabelinas, tan pronto como se acercan a la explanada y se ven expuestas al fuego que les llega desde la orilla opuesta, corren monte arriba y se refugian en el bosque, quedando fuera del alcance del tiro enemigo.
Es mediodía cuando las tropas de Córdova inician el asalto al puente. El jefe isabelino hace bajar una y otra vez tropas a la explanada del Humilladero para que se formen en ella e inicien el asalto al puente, pero la pequeña dimensión de la planicie no permite grandes formaciones. Las que consiguen formarse bajo el fuego que les llega desde la otra orilla, avanzan e intentan atravesar el puente pero son batidos por las balas enemigas, o muertos a bayonetazos los pocos que consiguen pisar la otra orilla. Hacia las tres de la tarde, comprobando la imposibilidad de tomar el puente, Córdova ordena ensanchar el frente, a izquierda y derecha del mismo, bajando sus tropas directamente al río para vadearlo: «...después de haber sido rechazados en el puente, mandó que se intentase vadear el río. Sin embargo, sus hombres fueron destrozados tan pronto como llegaron a la orilla.», ya que el jefe carlista ha reforzado la defensa de su orilla con otros dos batallones.
Zumalacárregui va sustituyendo las tropas emplazadas y Henningsen cuenta que en la retaguardia: «...reinaba un silencio de muerte...dos líneas de tropa se estaban moviendo constantemente por la carretera, en silencio y en buen orden: unos volviendo del fuego y llevando sus heridos, y los otros para sustituir a los combatientes. De esta manera, Zumalacárregui hacía que nuevos hombres entrasen constantemente en combate...»
«Un extravío en la dirección de la columna que envié por mi derecha retardó de cuatro horas la llegada de Oráa al punto de ataque...» dice el jefe isabelino y su hermano se lamenta: «Pero Oráa no llegaba...» Estas palabras de los hermanos Córdova dan testimonio de su desconcierto al no conseguir abrirse paso en Arquijas ya que la batalla estaba planeada para ser entablada en la llanura de Santa Cruz de Campezo-Orbiso-Zúñiga y no en el puente: Córdova marcharía con el grueso de su ejército y tras pasar el Ega por Arquijas, se enfrentaría a Zumalacárregui en la llanura. Comenzado el combate, los carlistas se verían sorprendidos por su derecha por las tropas de la columna de Gurrea y por la retaguardia por las de Oráa. Pero ahora, en Arquijas, a las cuatro de la tarde, ante el aprieto en el que se encuentran al no poder cruzar el puente, los Córdova esperan que Oráa con sus 6 batallones se abra paso entre los de Zumalacárregui desplegados en el llano, llegue al puente y les facilite el paso.
Anochece y el estruendo del combate en Arquijas no permite oír, a pesar de que sólo 4 kilómetros lo separan del que se está produciendo en Barabia, lo que hace que Córdova «Tomó en consecuencia y sin vacilar la resolución que su estado reclamaba, retirándose a Los Arcos, en donde encontraría descanso y raciones...»

## Vencedores y vencidos
Las fuerzas de Córdoba lucharon con gran valor en Arquijas pero, al no conseguir traspasar el río, no alcanzaron el campo de batalla previsto y se retiraron al punto del que habían partido.
La columna de Gurrea llegó al campo de batalla previsto pero no encontró enemigos en él.
La tropa de Oráa realizó un esfuerzo inaudito al conseguir salir del hoyo de Barabia al imponerse a fuerzas muy superiores, más descansadas y que ocupaban posiciones privilegiadas.
Zumalacárregui contuvo, empleando poca tropa y teniendo mínimas bajas, a Córdova en Arquijas pero no pudo aguantar el empuje de Oráa en Barabia.

## Testimonios escritos
Los militares isabelinos Luis y Fernando Fernández de Córdova, Marcelino Oráa y los carlistas Louis Xavier Auguet de Saint-Sylvain, francés, secretario del pretendiente Carlos, F.C. Henningsen, inglés y capitán de lanceros de Navarra y Juan Antonio de Zaratiegui, secretario de Zumalacárregui, participaron en la batalla y dejaron testimonio escrito de ella.